# Estação de Étampes
A Estação de Étampes é uma estação ferroviária francesa na linha de Paris-Austerlitz a Bordeaux-Saint-Jean, localizada no território da comuna de Étampes, no departamento de Essonne, na região da Ilha de França.
É uma estação da Société Nationale des Chemins de Fer Français (SNCF) servida por trens da rede TER Centre-Val de Loire, bem como pelo ramal C6 do RER C.

## Situação ferroviária
Estabelecida a uma altitude de 89 metros, a estação de Étampes está localizada no ponto quilométrico (PK) 55.863 da linha de Paris-Austerlitz a Bordeaux-Saint-Jean, entre as estações de Étréchy e de Guillerval.
Estação de bifurcação, é também a origem das linhas de Étampes a Beaune-la-Rolande (parcialmente rebaixada) e de Étampes a Auneau-Embranchement.

## História
A estação de Étampes foi oficialmente inaugurada em 5 de maio de 1843 pela Compagnie du chemin de fer de Paris à Orléans (PO), quando abre à operação os 102 quilômetros da sua linha de Juvisy (Paris) a Orléans.
Em 2010, a estação de Étampes foi renovada (instalação de catraca, melhoria dos sistemas de informação (telas Infogare) e melhor sinalização na estação e nas plataformas.

### Antigo depósito
A estação incluía no anexo um depósito onde eram originalmente armazenadas as locomotivas que empurravam certos trens na rampa de 8‰ ao longo de 7 km de Étampes no vale do Juine a Guillerval no planalto do Beauce, porcentagem relativamente alta durante as primeiras décadas da linha antes do aumento da potência das máquinas. Posteriormente, foram atribuídas locomotivas de linhas secundárias que fluem do eixo principal de Paris a Orleans, linhas de Étampes a Auneau e de Étampes a Beaune-la-Rolande. Depois que o depósito foi abandonado, a destruição parcial reduziu a meia-rotunda original para um quarto e depois para um oitavo em 1964. Os edifícios das oficinas adjacentes a esta rotunda foram destruídos na década de 1990 e substituídos por um parque de estacionamento.

Antigo depósito de Étampes
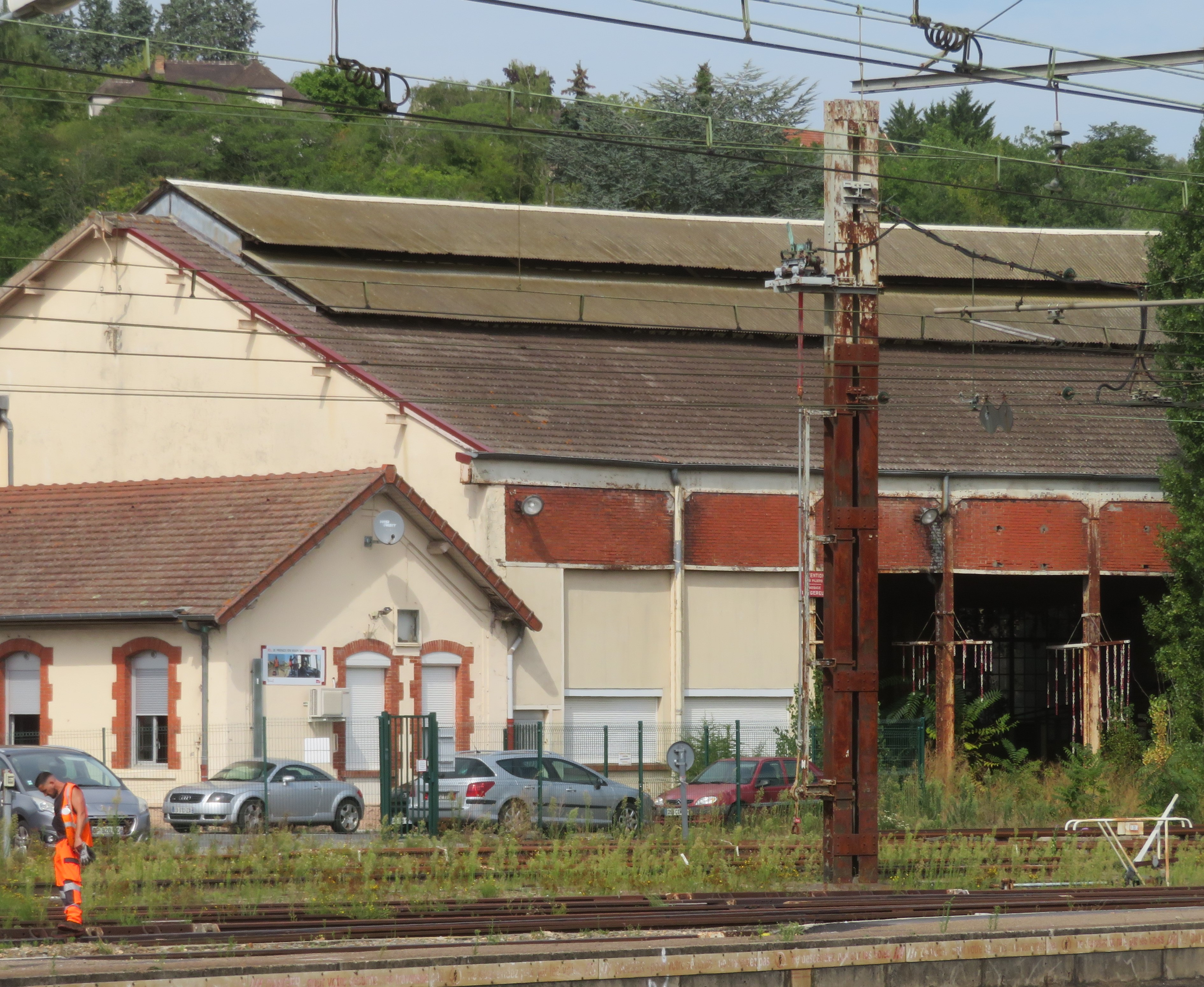
Antiga rotunda vista de uma plataforma de estação.
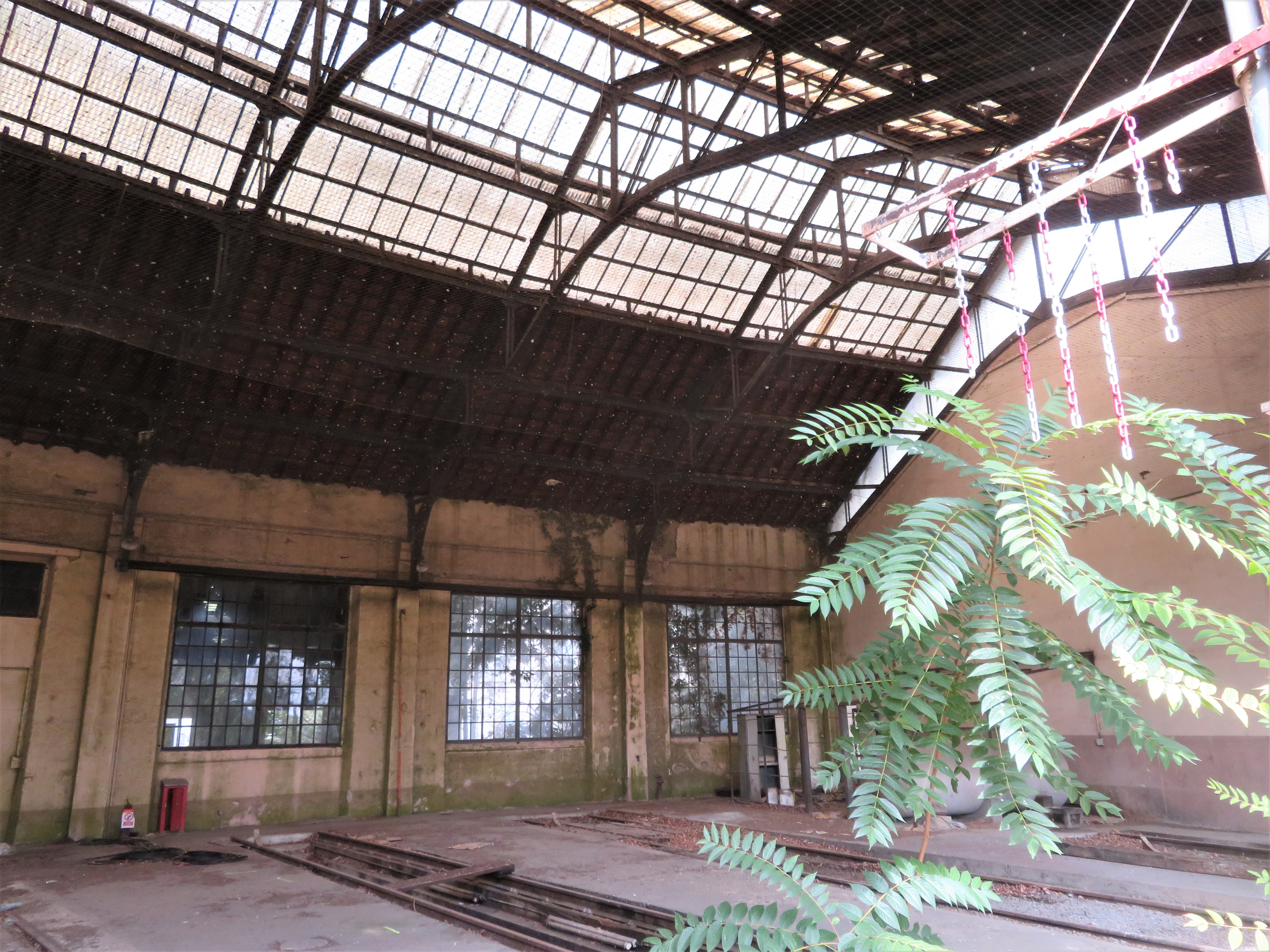
Interior da rotunda.

### Frequência
De acordo com as estimativas da SNCF, a frequência anual da estação consta da tabela abaixo.
| Ano                   | 2015      | 2016      | 2017      | 2018      | 2019      | 2020      |
| --------------------- | --------- | --------- | --------- | --------- | --------- | --------- |
| Número de passageiros | 2 848 779 | 2 957 089 | 3 057 162 | 3 096 908 | 3 150 915 | 1 723 318 |

## Serviço aos passageiros

### Entrada
Ela está equipada com duas plataformas centrais e uma plataforma lateral que são enquadradas por cinco vias, bem como por vias de serviço. A mudança de plataforma é feita por uma passagem subterrânea.

### Ligações
A estação é servida por:
- trens da rede TER Centre-Val de Loire (linha Paris - Orleans), com cinco ida e volta e quatro ida e volta.[5] O tempo de viagem é de aproximadamente 31 minutos de Paris-Austerlitz e 1 hora e 3 minutos de Orleans;
- trens da rede RER C (ramal C6), ao ritmo[6] de um trem de 30 em 30 minutos, exceto nos horários de pico, quando a frequência é de um trem de 15 em 15 minutos. O tempo de viagem é de aproximadamente 2 minutos de ou para Saint-Martin-d'Étampes, 1 hora e 10 minutos de ou para Paris-Invalides e 1 hora e 50 minutos de ou para Saint-Quentin-en-Yvelines.

A estação é também o terminal de uma linha de ônibus rodoviários da rede TER Centro-Val de Loire (linha Angerville - Étampes). O tempo de viagem é de aproximadamente 35 minutos de Angerville.

### Intermodalidade
A estação é servida pelas linhas 1, 2, 3, 319, 330, 331, 332, 91-07, 913-07, 913-08, 913-10, 913-17A, 913-17B, 913-17C, 913-50, Soirée Étampes e o serviço de transporte sob demanda da rede de ônibus Essonne Sud Ouest, pelas linhas 284-002 e 284-004 da rede de ônibus Essonne Sud Est e pela linha 25 da rede Rémi.

## Serviço de carga
Esta estação está aberta ao tráfego de carga.

## Galeria de fotografias

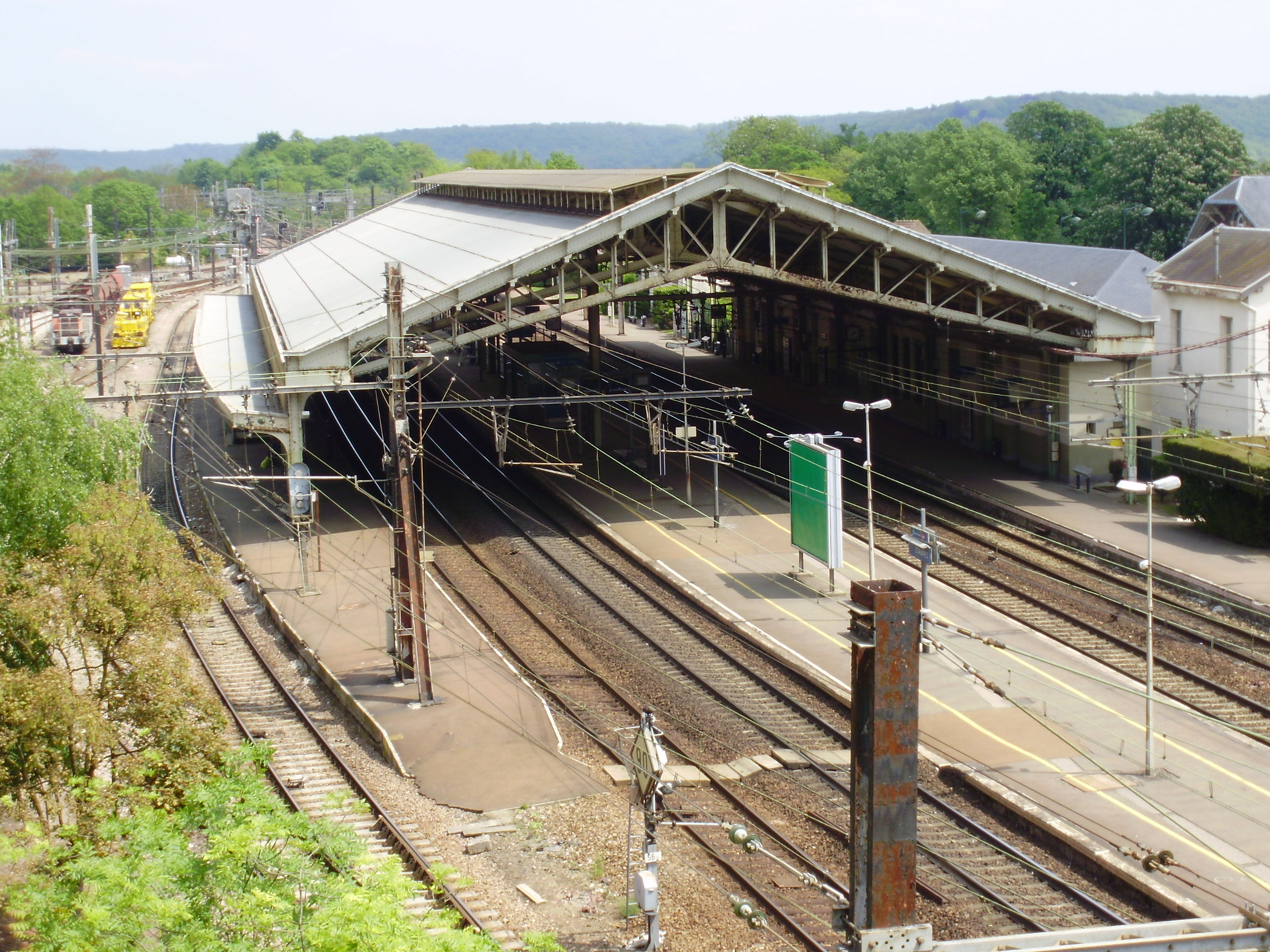
A marquise.
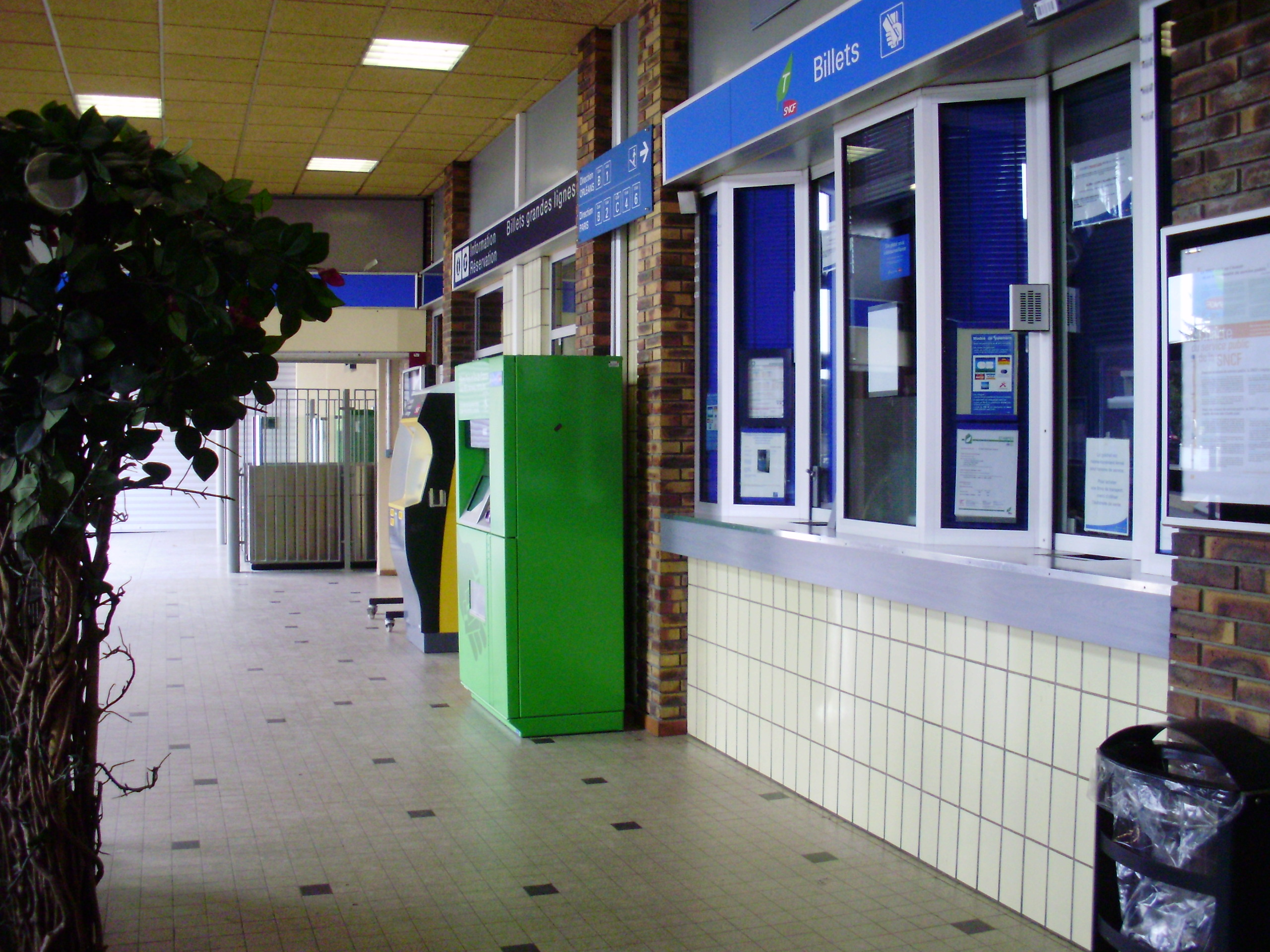
A bilheteria.
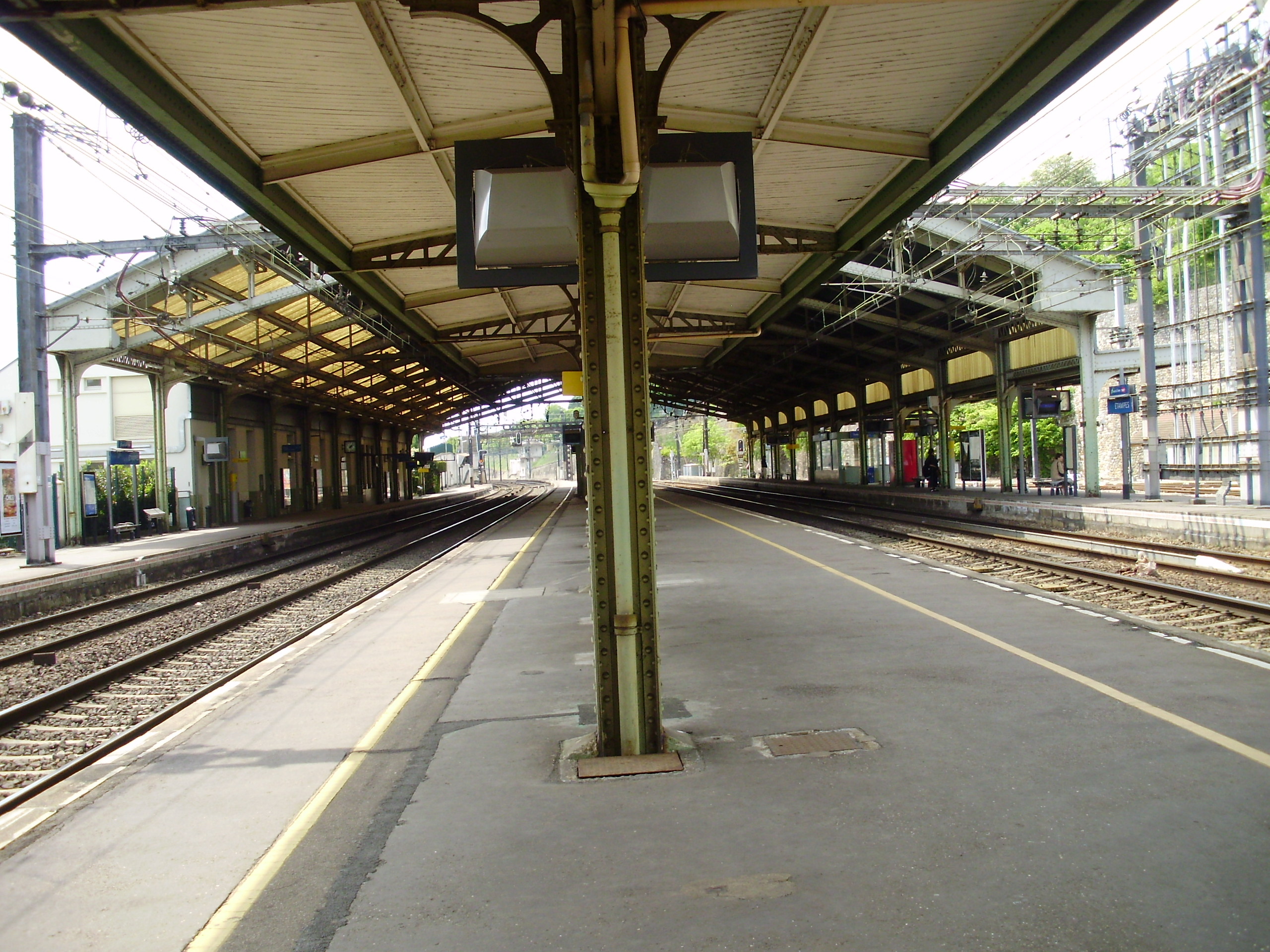
Vista em direção a Orleans.
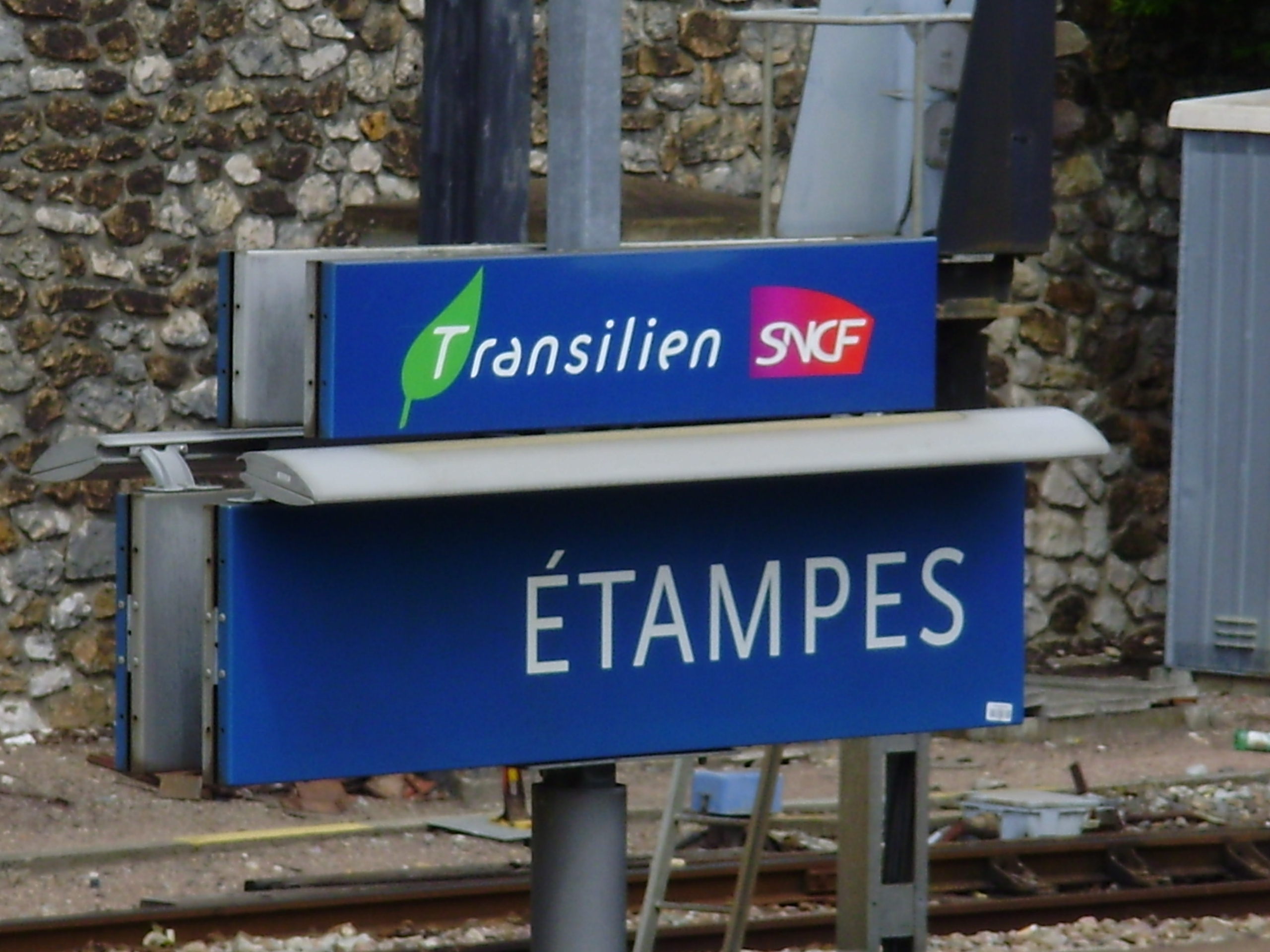
Placa indicando o nome da estação.